# Luís Diogo da Silva
Luís Diogo da Silva ComNSC (Sertã, Cernache do Bonjardim, 6 de Dezembro de 1830 - Lisboa, 4 de Outubro de 1910) foi um empresário agrícola e comercial e académico português.

## Família
Filho de António José da Silva e de sua mulher Maria das Dores da Silva, neto paterno de Diogo António e de sua mulher Micaela Joaquina e neto materno de José Leitão da Silva e de sua mulher Rosa Maria do Desterro.

## Biografia
Comendador da Ordem de Nossa Senhora da Conceição de Vila Viçosa a 17 de Fevereiro de 1887, Comendador da Ordem de Leopoldo I da Bélgica, Governador do Banco Nacional Ultramarino, Diretor da Sociedade de Geografia de Lisboa, grande Capitalista e Proprietário.

## Casamento e descendência
Casou em Lisboa, Sacramento, a 5 de Agosto de 1876 com Maria da Nazaré Cardoso e Silva (Lisboa, São Nicolau, 20 de Março de 1840 -?), filha de Camilo Martins Cardoso, Capitalista, e de sua mulher (Lisboa, São Nicolau) Joana da Luz Cardoso. Foram pais de Laura Cardoso Diogo da Silva (Lisboa, 26 de Junho de 1890 - Lisboa, Lapa, 28 de Janeiro de 1966), Grande-Oficial da Ordem da Instrução Pública a 9 de Janeiro de 1959, casada em Lisboa a 27 de Julho de 1910 com Artur Porto de Melo e Faro, 1.º Conde de Monte Real.